# Brachypremna arcuaria arcuaria
Brachypremna arcuaria arcuaria is een tweevleugelige uit de familie langpootmuggen (Tipulidae). De soort komt voor in het Neotropisch gebied.